# کابینه بریتانیا
کابینه بریتانیا بدنه تصمیم‌گیری جمعی دولت اعلیحضرت است که شامل نخست‌وزیر و حدود ۲۲ وزیر است. کابینه بدنه نهایی تصمیم‌گیری قوه مجریه در سیستم وستمینستر در تئوری سنتی مشروطیت است. کابینه کمیته اجرایی شورای خصوصی علیاحضرت است.
قانون وزارتخانه می‌گوید که وظیفه کابینه (و کمیته‌های کابینه) عمدتاً مربوط به مسائل مهم سیاست‌گذاری، مسائلی که برای عموم اهمیت حیاتی دارند و مسائلی که در مورد آنها بحث‌های حل نشده بین بخش‌ها وجود دارد.
اقتدار تصمیم‌گیری کابینه در دهه‌های گذشته کم شده و برخی دولت نخست‌وزیرانه را جایگزین آن می‌دانند.

## تاریخچه
حداقل تا قرن شانزدهم، مأموران دولتی دارای اموال، اختیارات و مسئولیت‌های جداگانه ای بودند که با مناصب جداگانه آنها توسط فرمان سلطنتی اعطا می‌شد و ولیعهد و شورای خصوصی بریتانیا تنها مقامات هماهنگ‌کننده را تشکیل می‌دادند. در انگلستان، عباراتی مانند "Cabinet Counsel"، به معنای توصیه‌هایی که به صورت خصوصی، در کابین یا کابینه به معنای اتاق کوچک، به پادشاه داده می‌شود می باشد. چارلز یکم یک «شورای کابینه» رسمی را از زمان پادشاهی خود در سال ۱۶۲۵ به عنوان شورای خصوصی یا «شورای خصوصی» آغاز کرد ولی اولین استفاده ثبت شده از «کابینه» به خودی خود برای چنین هیئتی از سال ۱۶۴۴ به دست آمد.
نظام مدرن کابینه در دوران نخست‌وزیری دیوید لوید جورج، ۱۹۱۶–۱۹۲۲، با ایجاد دفتر کابینه و دبیرخانه، ساختارهای کمیته و رابطه ای واضح تر با وزرای کابینه راه اندازی شد. البته رویه‌های رسمی کابینه تا حد زیادی منتشر نشده‌است. این پیشرفت ناشی از ضرورت‌های جنگ جهانی اول بود، جایی که تصمیم‌های سریع‌تر و هماهنگ‌تر در سراسر دولت به‌عنوان بخش مهمی از تلاش جنگی تلقی می‌شد. تصمیمات مربوط به سربازی اجباری، هماهنگی در سرتاسر جهان با سایر دولت‌ها در صحنه‌های بین‌المللی، و تولید تسلیحات به یک استراتژی کلی جنگ گره خورده‌است که می‌تواند توسط یک «کابینه جنگ» توسعه و نظارت شود. کشور پس از جنگ دچار بحران‌های پی در پی شد: اعتصاب عمومی بریتانیا در سال ۱۹۲۶، رکود بزرگ ۱۹۲۹–۱۹۳۲; ظهور بلشویسم پس از ۱۹۱۷ و فاشیسم پس از ۱۹۲۲، جنگ داخلی اسپانیا ۱۹۳۶؛ تهاجم به حبشه ۱۹۳۶; بحران جامعه ملل و تسلیح و احیای مجدد آلمان از سال ۱۹۳۳ که منجر به جنگ جهانی دوم شد. همه اینها مستلزم یک دولت بسیار سازمان یافته و متمرکز با محوریت کابینه بود.

## ترکیب بندی
نخست‌وزیر دربارهٔ اعضای کابینه تصمیم می‌گیرد. تعداد کل وزرای کابینه که مستحق دریافت حقوق هستند به ۲۱ نفر محدود شده‌است. ممکن است برخی از وزرا نیز مانند دادستان کل به عنوان شرکت کننده در کابینه تعیین شوند. کابینه درحقیقت کمیته ای از شورای خصوصی بریتانیا است و به این ترتیب، همه وزرای کابینه نیز باید مشاوران خصوصی باشند. اعضای کابینه بر اساس کنوانسیون پیل از میان اعضای دو مجلس پارلمان انتخاب می‌شوند، زیرا این کنوانسیون حکم می‌کند که وزرا فقط می‌توانند از مجلس عوام یا مجلس اعیان استخدام شوند، اگرچه این کنوانسیون در گذشته برای مدت کوتاهی شکسته شده‌است. کابینه در حال حاضر تقریباً به‌طور کامل از اعضای مجلس عوام تشکیل شده‌است.